# Panthera fossilis
Panthera fossilis (nota anche come Panthera leo fossilis o Panthera spelaea fossilis) è una specie estinta di felino appartenente al genere Panthera, conosciuta grazie a resti fossili rinvenuti in Eurasia e risalenti al Pleistocene medio, e forse anche al Pleistocene inferiore.
Sebbene in passato sia stata spesso considerata una sottospecie del leone moderno (Panthera leo), attualmente Panthera fossilis è ritenuta o una specie distinta, antenata di Panthera spelaea (il cosiddetto leone delle caverne o leone delle steppe), oppure una cronosottospecie di quest'ultimo. Rispetto agli esemplari di Panthera spelaea del Pleistocene superiore, Panthera fossilis appare generalmente molto più grande, con una massa corporea stimata tra i 400 e i 500 chilogrammi, ben superiore a quella dei leoni odierni, rendendola uno dei felini più grandi mai esistiti, insieme al felino dai denti a sciabola sudamericano Smilodon populator.

## Storia tassonomica
La specie fu descritta per la prima volta nel 1906 da Wilhelm von Reichenau, sulla base di resti rinvenuti nei pressi di Mauer, in Germania. In passato, P. fossilis è stata considerata una sottospecie del leone moderno (Panthera leo fossilis). Alcuni autori l'hanno invece ritenuta una sottospecie di Panthera spelaea (Panthera spelaea fossilis), oppure una specie a sé stante. Talvolta viene inserita all'interno di un sottogenere del genere Panthera, denominato «Leo», che comprenderebbe diversi membri simili al leone: P. leo, P. spelaea, P. atrox e P. fossilis. Uno studio del 2022 ha concluso che P. fossilis e P. spelaea rappresentano una linea cronospecie, le cui principali differenze sarebbero spiegabili in termini dimensionali.
Le analisi del DNA mitocondriale ricavato da due esemplari beringiani di Panthera spelaea indicano che quest'ultima e P. fossilis erano geneticamente abbastanza distinte dal leone moderno da poter essere considerate specie separate.

### Evoluzione
Si ritiene che la linea evolutiva dei leoni abbia avuto origine in Africa, dove i fossili del gruppo risalgono almeno al Pliocene superiore. Gli antenati di Panthera fossilis sarebbero migrati fuori dal continente africano nel corso della transizione tra il Pleistocene inferiore e quello medio, circa 1-0,8 milioni di anni fa.
I più antichi resti confermati di Panthera fossilis in Europa provengono da Kozi Grzbiet, in Polonia, databili a circa 750-700.000 anni fa, con resti di pari età anche a Pakefield, in Inghilterra. I più antichi resti confermati dell'Europa meridionale provengono dal sito di Notarchirico, in Italia, risalenti a circa 660-612.000 anni fa. Possibili testimonianze precedenti della sua presenza nel continente sono state rinvenute a Vallparadís, in Spagna, datate a circa 1 milione di anni fa. Resti provenienti dalla Siberia occidentale sono stati anch'essi datati al tardo Pleistocene inferiore, intorno a 1 milione di anni fa.
Recenti studi sul genoma nucleare suggeriscono che l'incrocio tra i leoni moderni e tutti i leoni fossili eurasiatici si sia protratto fino a circa 500.000 anni fa, ma che da 470.000 anni fa in poi non vi siano più state interazioni riproduttive tra le due linee.
L'arrivo di Panthera (spelaea) fossilis in Europa coincise con un evento di sostituzione faunistica durante la transizione tra Pleistocene inferiore e medio, che portò all'estinzione di molte specie tipiche del Villafranchiano superiore. Tra i carnivori, scomparvero in particolare l'enorme iena Pachycrocuta e il felino dai denti a sciabola Megantereon. Dopo l'arrivo di Panthera fossilis, anche il grande felino dai denti a sciabola Homotherium e il «giaguaro europeo» Panthera gombaszogensis divennero molto più rari, fino a scomparire nel Pleistocene medio avanzato, probabilmente in seguito alla competizione con i leoni. L'arrivo di Panthera fossilis fu accompagnato anche da quello della iena delle caverne (strettamente imparentata con la iena maculata attuale), oltre che da quello del leopardo. Tra 300.000 e 100.000 anni fa, Panthera fossilis evolse in Panthera spelaea (leone delle caverne), con una riduzione della taglia corporea e varie modifiche anatomiche allo scheletro; gli esemplari intermedi tra le due forme sono noti come Panthera spelaea intermedia.

## Descrizione

Confronto delle dimensioni di Panthera fossilis e del suo discendente Panthera spelaea con gli esseri umani.

I resti di P. fossilis indicano che questo felino era più grande del leone attuale e tra i più grandi felidi mai conosciuti: i maggiori esemplari avevano una lunghezza corporea di 2,5-2,9 metri, un'altezza al garrese di 1,4-1,5 metri e un peso corporeo tra i 400 e i 500 chilogrammi. I resti provenienti dalla Siberia mostrano dimensioni maggiori rispetto a quelli dell'Europa centrale.
Rispetto al suo discendente Panthera spelaea, P. fossilis aveva un muso e una regione nasale leggermente più ampi, mentre le regioni postorbitali e mastoidee erano più strette, le orbite oculari più piccole, le bolle timpaniche meno sviluppate, i canini più stretti e meno appiattiti, gli incisivi più piccoli, i secondi e quarti premolari superiori più sottili, e cuspidi più ridotte nei terzi premolari (superiori e inferiori) e nei quarti premolari inferiori. Un'altra differenza evidente riguarda la parte anteriore della volta cranica (regione fronto-nasale), generalmente concava in P. fossilis, mentre questa caratteristica è meno frequente in P. spelaea. Le differenze tra i crani delle due specie sono comunque considerate relativamente sottili.
Rispetto al leone moderno, oltre a una maggiore dimensione complessiva, P. fossilis possedeva un secondo premolare superiore più grande e un morfotipo diverso nel quarto premolare superiore, con un metastilo più corto.

## Ecologia
Durante il Pleistocene medio, Panthera fossilis era il principale predatore apicale negli ecosistemi europei, probabilmente in grado di scacciare ogni altro predatore coevo dalle carcasse.
Tra gli erbivori che convissero con questa specie figurano l'ippopotamo, i rinoceronti del genere Stephanorhinus (come il ronoceronte di Merck e il rinoceronte dal naso stretto), l'elefante dalle zanne dritte, l'alce, il bisonte delle steppe, il cervo nobile, il capriolo e il daino. I predatori che condividevano l'habitat con il leone comprendevano l'orso bruno, il lupo, la iena delle caverne, il grande felino dai denti a sciabola Homotherium, il leopardo europeo e il «giaguaro europeo» Panthera gombaszogensis.

## Rapporti con l'uomo
L'unica evidenza nota di interazione tra l'uomo e Panthera fossilis proviene da Gran Dolina, in Spagna, durante lo stadio isotopico marino 9 (circa 300.000 anni fa): qui, un esemplare mostra segni di taglio attribuiti a esseri umani arcaici (probabilmente gli ominidi della Sima de los Huesos), che si ritiene abbiano macellato l'animale per nutrirsene.